# Du skal ære -
Du skal ære - er en dansk film fra 1918. Filmen er instrueret af Fritz Magnussen.

## Medvirkende
- Olaf Fønss som Frantz Gerner, prokurist
- Cajus Bruun som Gamle Gerner, tjener
- Petrine Sonne som Fru Gerner
- Valdemar Møller som Konsul Steners
- Augusta Blad som Fru Steners
- Nathalie Krause som Ellinor
- Robert Schmidt som Poul Felix, komponist
- Gudrun Bruun Stephensen som Marianne
- Hugo Bruun som Rigsadvokat von Hall
- Alfred Cohn
- Axel Boesen
- Oscar Nielsen